# Chorągiew piesza prywatna Aleksandra Ludwika Radziwiłła

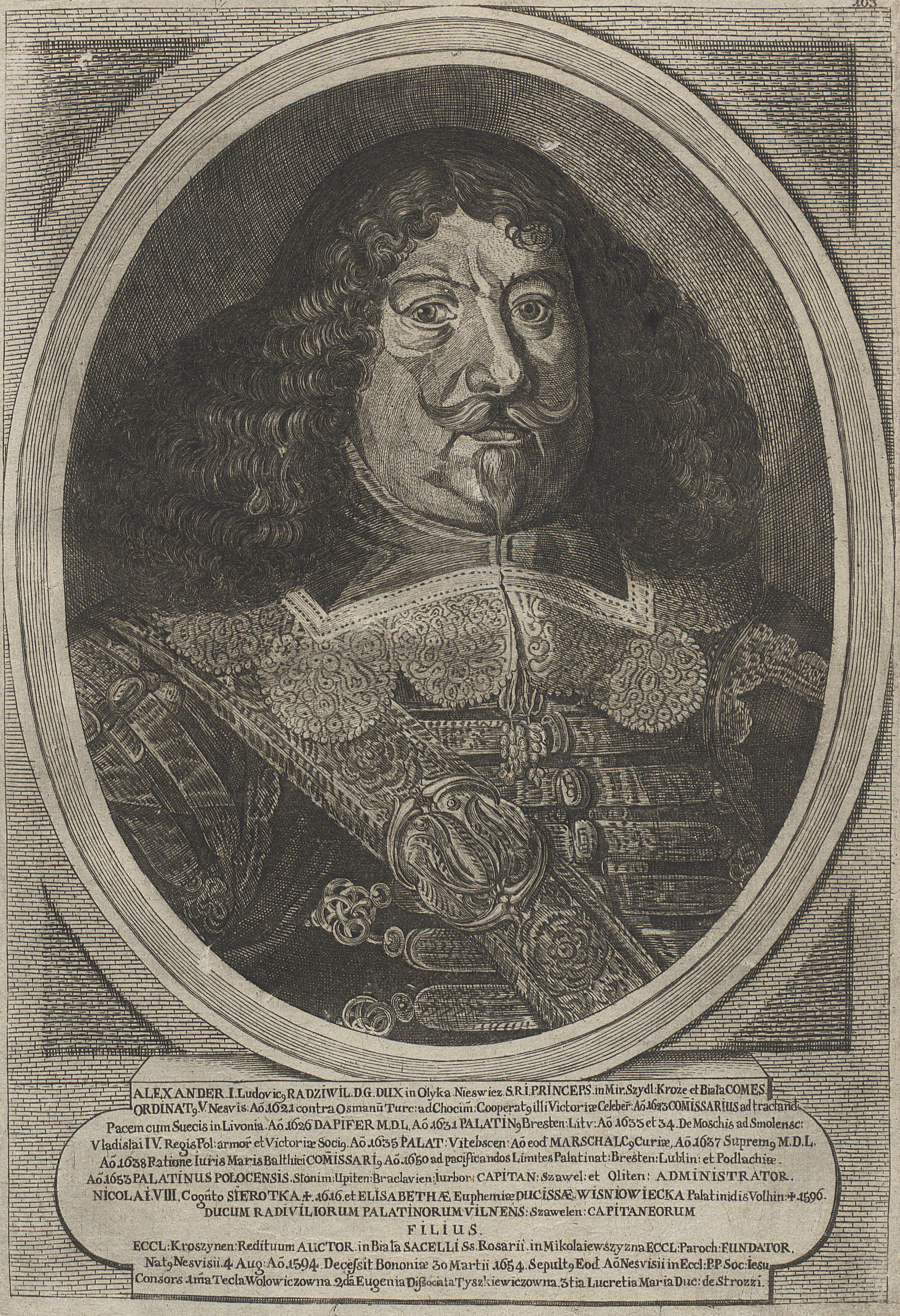
Aleksander Ludwik Radziwiłł

Chorągiew piesza prywatna księcia Aleksandra Ludwika Radziwiłła – prywatna chorągiew piesza litewska I połowy XVII wieku, okresu wojen ze Szwedami i Rosją. Była to chorągiew autoramentu polskiego.
Szefem tej chorągwi był krajczy wielki litewski, Aleksander Ludwik Radziwiłł herbu Trąby. Żołnierze chorągwi wzięli udział w wojnie polsko-szwedzkiej 1626–1629.